# Méricourt-en-Vimeu
Pour les articles homonymes, voir Méricourt.

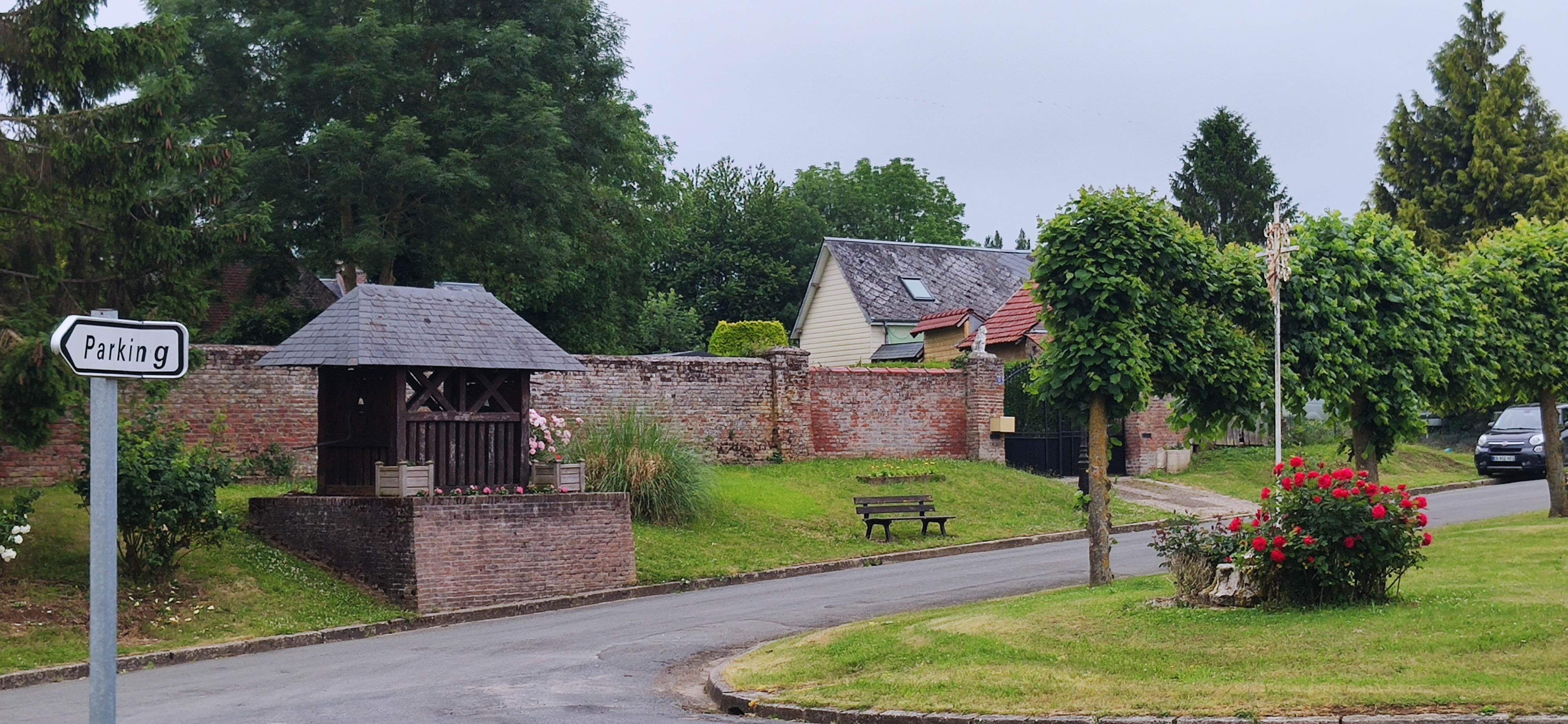
Paysage du village : un coin de la place.

Méricourt-en-Vimeu est une commune française située dans le département de la Somme, en région Hauts-de-France.

## Géographie

### Localisation
Méricourt-en-Vimeu est un village picard du Vimeu.
À vol d'oiseau, la localité est située à 8 km au sud d'Airaines, 25 km au sud-est d'Abbeville et à 25 km à l'ouest d'Amiens.
Le territoire de la commune est limitrophe de ceux de cinq communes.
Les communes limitrophes sont Aumont, Avelesges, Camps-en-Amiénois, Hornoy-le-Bourg et Warlus.

### Géologie et relief
Son territoire communal, essentiellement situé en plateau mais limité à l'ouest par la grande Vallée, oblong.
Dans le cadre de la réalisation du projet Résif du CNRS de maillage global du territoire français par 200 stations de mesures sismologiques, l'une d'elles est installée en 2021 dans le village.

### Hydrographie
La commune est située dans le bassin Artois-Picardie. Elle n'est drainée par aucun cours d'eau.

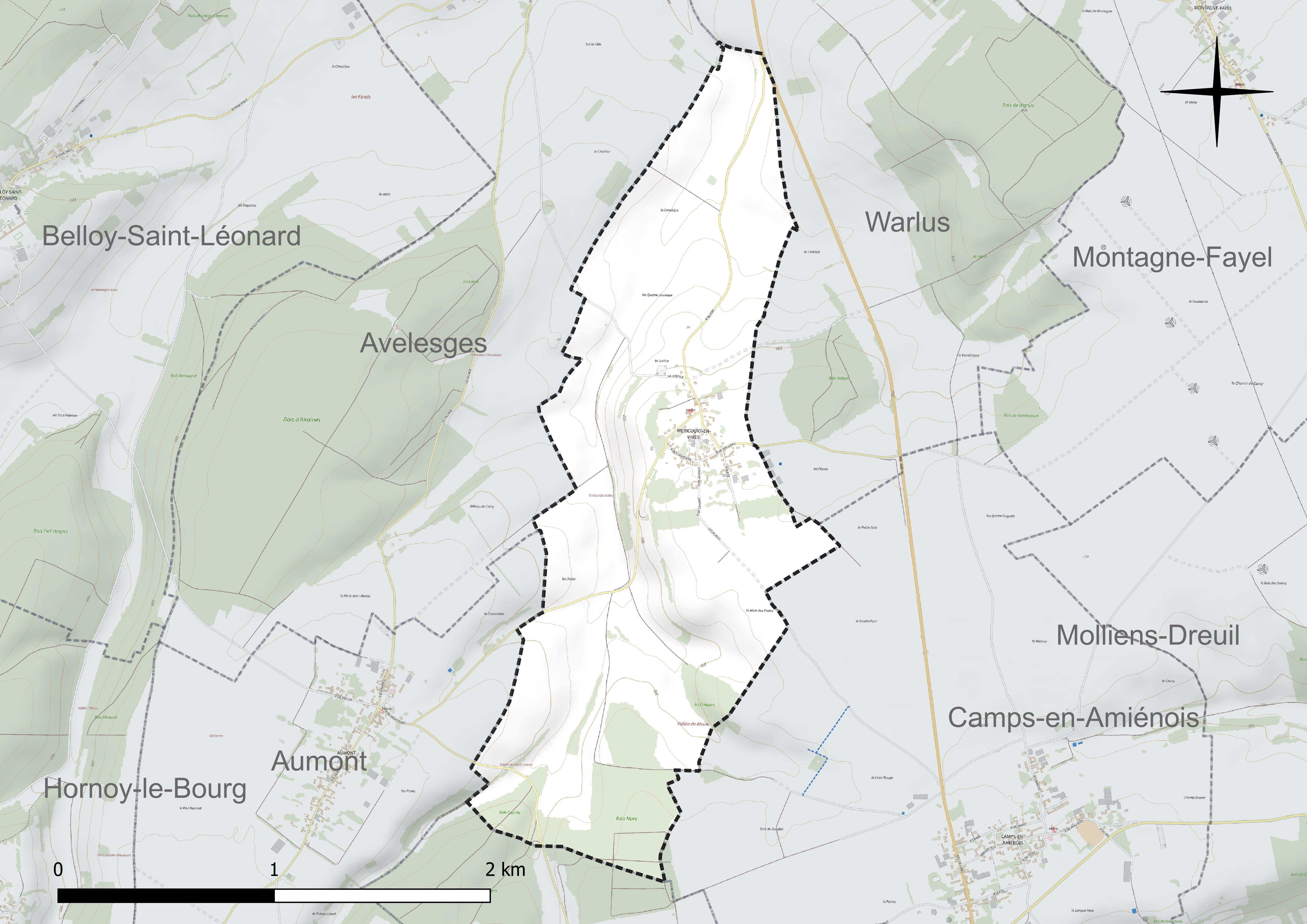
Réseau hydrographique de Méricourt-en-Vimeu.

### Climat
Pour des articles plus généraux, voir Climat des Hauts-de-France et Climat de la Somme.
En 2010, le climat de la commune est de type climat océanique dégradé des plaines du Centre et du Nord, selon une étude du CNRS s'appuyant sur une série de données couvrant la période 1971-2000. En 2020, Météo-France publie une typologie des climats de la France métropolitaine dans laquelle la commune est exposée à un climat océanique et est dans la région climatique Côtes de la Manche orientale, caractérisée par un faible ensoleillement (1 550 h/an) ; forte humidité de l'air (plus de 20 h/jour avec humidité relative > 80 % en hiver), vents forts fréquents.
Pour la période 1971-2000, la température annuelle moyenne est de 10,2 °C, avec une amplitude thermique annuelle de 13,5 °C. Le cumul annuel moyen de précipitations est de 787 mm, avec 12,7 jours de précipitations en janvier et 8,3 jours en juillet. Pour la période 1991-2020, la température moyenne annuelle observée sur la station météorologique la plus proche, située sur la commune d'Oisemont à 15 km à vol d'oiseau, est de 11,1 °C et le cumul annuel moyen de précipitations est de 801,4 mm,. Pour l'avenir, les paramètres climatiques de la commune estimés pour 2050 selon différents scénarios d'émission de gaz à effet de serre sont consultables sur un site dédié publié par Météo-France en novembre 2022.

## Urbanisme

### Typologie
Au 1er janvier 2024, Méricourt-en-Vimeu est catégorisée commune rurale à habitat dispersé, selon la nouvelle grille communale de densité à sept niveaux définie par l'Insee en 2022.
Elle est située hors unité urbaine. Par ailleurs la commune fait partie de l'aire d'attraction d'Amiens, dont elle est une commune de la couronne,. Cette aire, qui regroupe 369 communes, est catégorisée dans les aires de 200 000 à moins de 700 000 habitants,.

### Occupation des sols
L'occupation des sols de la commune, telle qu'elle ressort de la base de données européenne d'occupation biophysique des sols Corine Land Cover (CLC), est marquée par l'importance des territoires agricoles (89,1 % en 2018), une proportion identique à celle de 1990 (89,1 %). La répartition détaillée en 2018 est la suivante : 
terres arables (65 %), prairies (13,4 %), forêts (10,9 %), zones agricoles hétérogènes (10,7 %). L'évolution de l'occupation des sols de la commune et de ses infrastructures peut être observée sur les différentes représentations cartographiques du territoire : la carte de Cassini (XVIIIe siècle), la carte d'état-major (1820-1866) et les cartes ou photos aériennes de l'IGN pour la période actuelle (1950 à aujourd'hui).

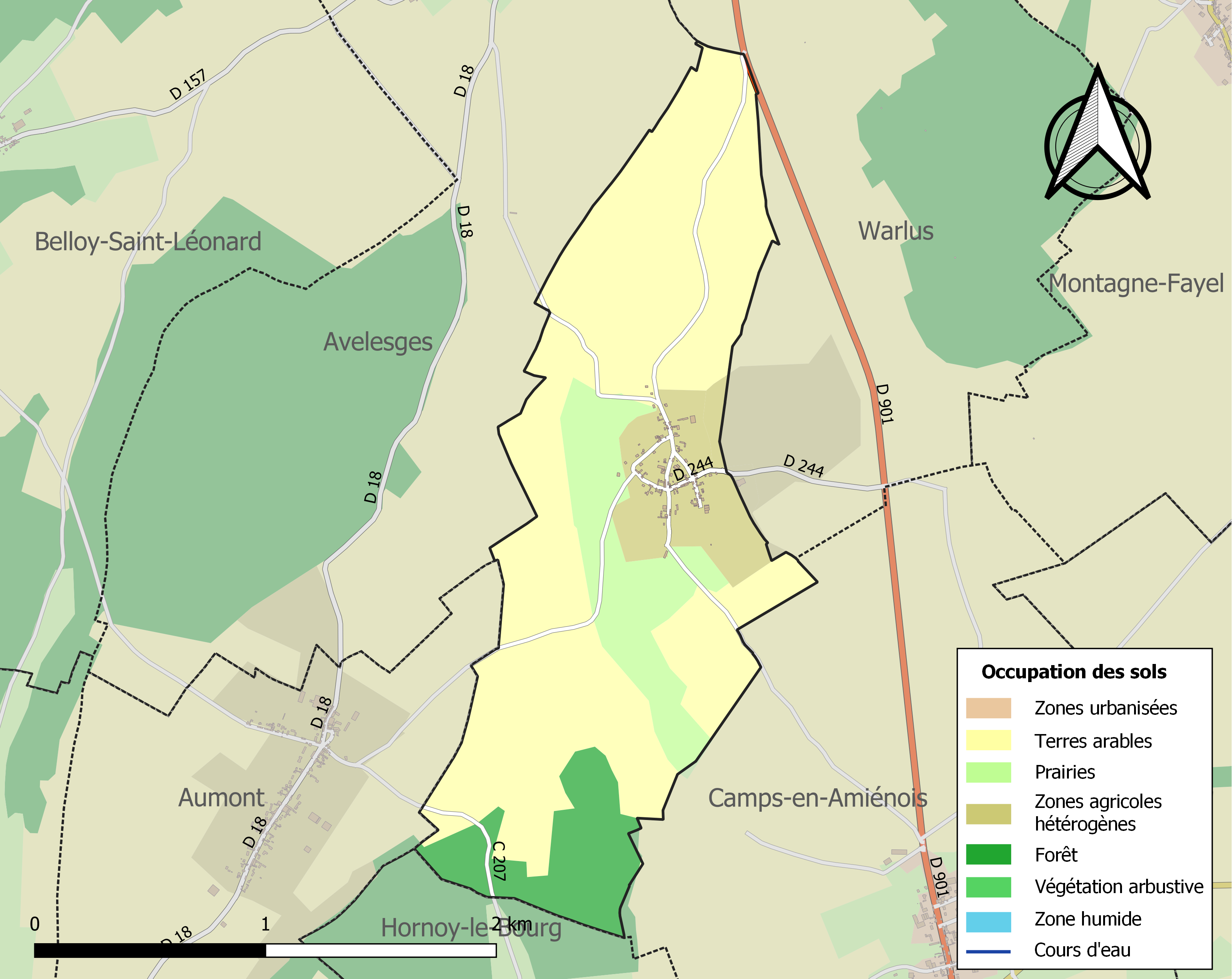
Carte des infrastructures et de l'occupation des sols de la commune en 2018 (CLC).

### Voies de communication et transports
La commune est tangentée au nord-est par le tracé initial de l'ancienne route nationale 1 (actuelle RD 901 reliant Beauvais à Abbeville) et est traversé par le sentier de grande randonnée GR 125 reliant La Cressonnière (Val-d'Oise) à Saint-Valery-sur-Somme (Somme).

## Toponymie
Le nom de la localité est attesté sous les formes Hermericort en 1164 ; Hermenricort en 1177 ; Hermenricurt en 1183 ; Ermericort en 118. ; Hermerricort en 117. ; Ermenricourt en 1301 ; Meuricourt en 1382 ; Mairicourt au XIVe siècle ; Mericourt en 1646 ; Menoricourt en 1648 ; Menricourt en 1657 ; Mericour en 1733 ; Mericourt-en-Vimeux en 1801 ; Méricourt-en-Vimeu entre 1852 et 1862.

## Histoire
Sur la colline de La Justice, bien en évidence, était autrefois établi, pour l'exemple, le gibet de Méricourt. Les condamnés y étaient exposés jusqu'à décomposition.
Un moulin à vent édifié en 1769 et distant du village de 1 200 m sur le chemin de Méricourt-en-Vimeu à Camps-en-Amiénois, fonctionnait encore en 1899. En 2020, afin d'en faire revivre le souvenir, la municipalité souhaite le faire représenter  sur le transformateur électrique du village.
Sous l'Ancien Régime, le village constituait une paroisse relevant du doyenné d'Airaines et de l'archidiocèse du Ponthieu. Dans l'ordre civil, il relevait de la prévôté de Vimeu, de l'élection d'Amiens, de l'intendance de Picardie et du grenier à sel d'Amiens, puis, en 1726, de celui d'Aumale.
La seigneurie était constituée de trois fiefs relèvant : 
- de la principauté de Poix, tenue du Roi, au titre de son bailliage d'Amiens ;
- de la seigneurie de Famechon, mouvant de Poix;
- de la châtellenie d'Airaines, tenue de celle de Saint-Valery, relevant du Roi comme Poix..

## Politique et administration

### Rattachements administratifs et électoraux
La commune se trouve dans l'arrondissement d'Amiens du département de la Somme. Pour l'élection des députés, elle fait partie depuis 2012 de la quatrième circonscription de la Somme.
Elle faisait partie depuis 1802 du canton de Hornoy-le-Bourg. Dans le cadre du redécoupage cantonal de 2014 en France, la commune est intégrée au canton de Poix-de-Picardie.

### Intercommunalité
La commune était membre de la communauté de communes du Sud-Ouest Amiénois, créée en 2004.
Dans le cadre des dispositions de la loi portant nouvelle organisation territoriale de la République du 7 août 2015, qui prévoit que les établissements publics de coopération intercommunale (EPCI) à fiscalité propre doivent avoir un minimum de 15 000 habitants, la préfète de la Somme propose en octobre 2015 un projet de nouveau schéma départemental de coopération intercommunale (SDCI) qui prévoit la réduction de 28 à 16 du nombre des intercommunalités à fiscalité propre du département.
Ce projet prévoit la « fusion des communautés de communes du Sud-Ouest Amiénois, du Contynois et de la région d'Oisemont », le nouvel ensemble de 37 412 habitants regroupant 120 communes,. À la suite de l'avis favorable de la commission départementale de coopération intercommunale en janvier 2016, la préfecture sollicite l'avis formel des conseils municipaux et communautaires concernés en vue de la mise en œuvre de la fusion.
La communauté de communes Somme Sud-Ouest (CC2SO), dont est désormais membre la commune, est ainsi créée au 1er janvier 2017.

### Liste des maires
| Période                                  | Période                       | Identité          | Étiquette | Qualité                                                                                                   |
| ---------------------------------------- | ----------------------------- | ----------------- | --------- | --- |
| Les données manquantes sont à compléter. |                               |                   |           | |
| 1929                                     | 1959                          | Marius Guilbert   | SFIO      | Cultivateur Résistant                                                                                     |
| avant 1988                               |                               | Michel Boignet    |           | |
| Les données manquantes sont à compléter. |                               |                   |           | |
| juin 1995                                | En cours (au 11 octobre 2020) | Christophe Géraux | PS        | Cadre retraité à la DREAL Hauts-de-France Président du Trinoval (2020 → ) Réélu pour le mandat 2020-2026, |

## Démographie
L'évolution du nombre d'habitants est connue à travers les recensements de la population effectués dans la commune depuis 1793. Pour les communes de moins de 10 000 habitants, une enquête de recensement portant sur toute la population est réalisée tous les cinq ans, les populations de référence des années intermédiaires étant quant à elles estimées par interpolation ou extrapolation. Pour la commune, le premier recensement exhaustif entrant dans le cadre du nouveau dispositif a été réalisé en 2008.

En 2022, la commune comptait 104 habitants, en évolution de +1,96 % par rapport à 2016 (Somme : −1,26 %, France hors Mayotte : +2,11 %).
| 1793 | 1800 | 1806 | 1821 | 1831 | 1836 | 1841 | 1846 | 1851 |
| ---- | ---- | ---- | ---- | ---- | ---- | ---- | ---- | ---- |
| 280  | 253  | 275  | 243  | 275  | 253  | 260  | 263  | 275  |

| 1856 | 1861 | 1866 | 1872 | 1876 | 1881 | 1886 | 1891 | 1896 |
| ---- | ---- | ---- | ---- | ---- | ---- | ---- | ---- | ---- |
| 265  | 251  | 246  | 244  | 236  | 243  | 244  | 226  | 208  |

| 1901 | 1906 | 1911 | 1921 | 1926 | 1931 | 1936 | 1946 | 1954 |
| ---- | ---- | ---- | ---- | ---- | ---- | ---- | ---- | ---- |
| 181  | 191  | 170  | 133  | 123  | 117  | 116  | 108  | 89   |

| 1962 | 1968 | 1975 | 1982 | 1990 | 1999 | 2006 | 2008 | 2013 |
| ---- | ---- | ---- | ---- | ---- | ---- | ---- | ---- | ---- |
| 103  | 98   | 88   | 83   | 101  | 107  | 112  | 113  | 107  |

| 2018 | 2022 | - | - | - | - | - | - | - |
| ---- | ---- | - | - | - | - | - | - | - |
| 103  | 104  | - | - | - | - | - | - | - |

La paroisse de Méricourt-en-Vimeu comptait 275 habitants en 1698, 55 feux  et 163 habitants en 1724, 57 feux et 180 habitants en 1725, 62 feux en 1760, 79 feux et 231 habitants en 1772.

## Culture locale et patrimoine

### Lieux et monuments
- Église Saint-Pierre, toute en brique, avec un clocher très effilé.
- Le GR 125, circuit du bois d'Airaines, passe sur le territoire communal[18].
- Vieux puits communal, près de l'église.

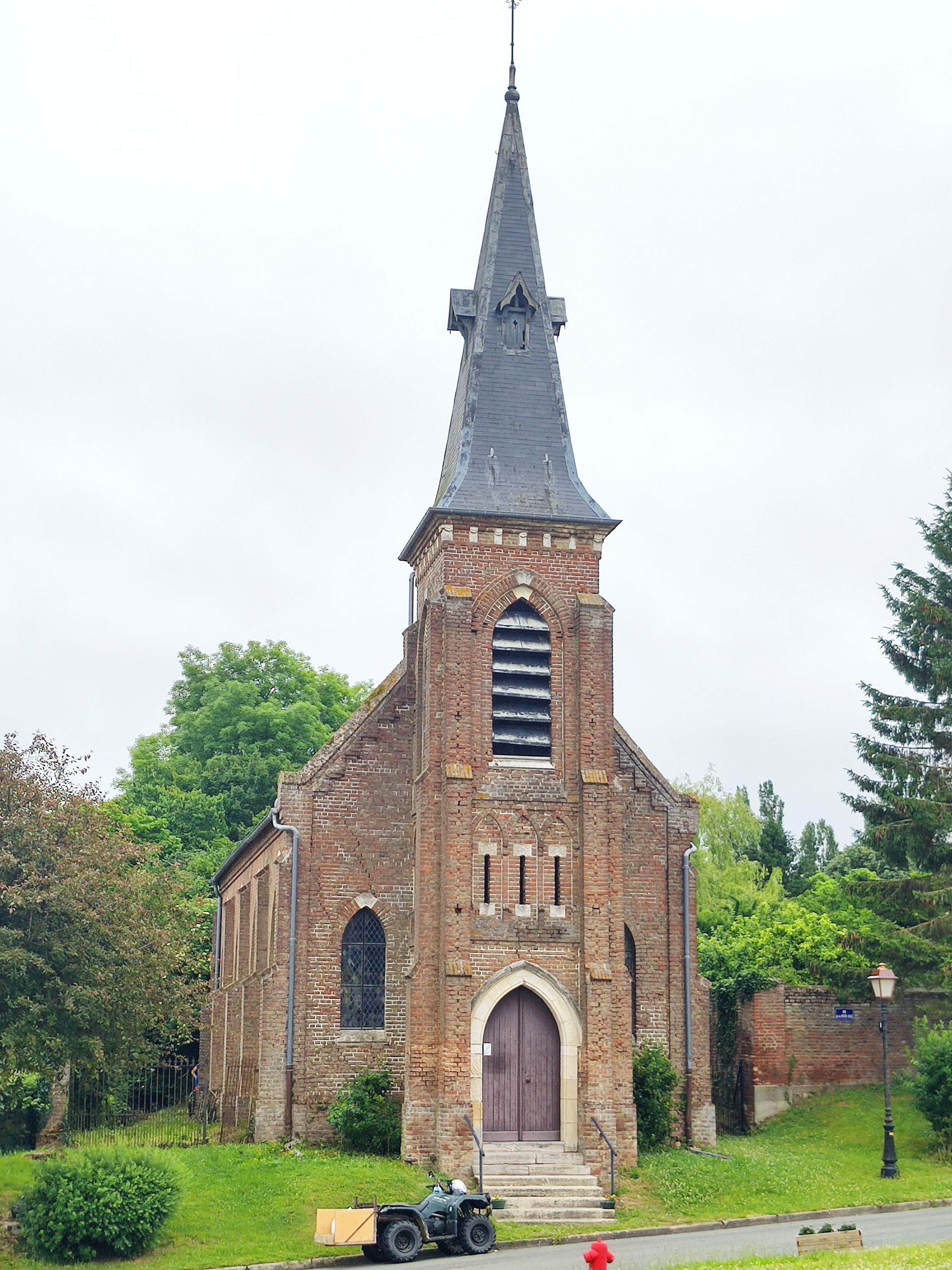
L'église Saint-Pierre
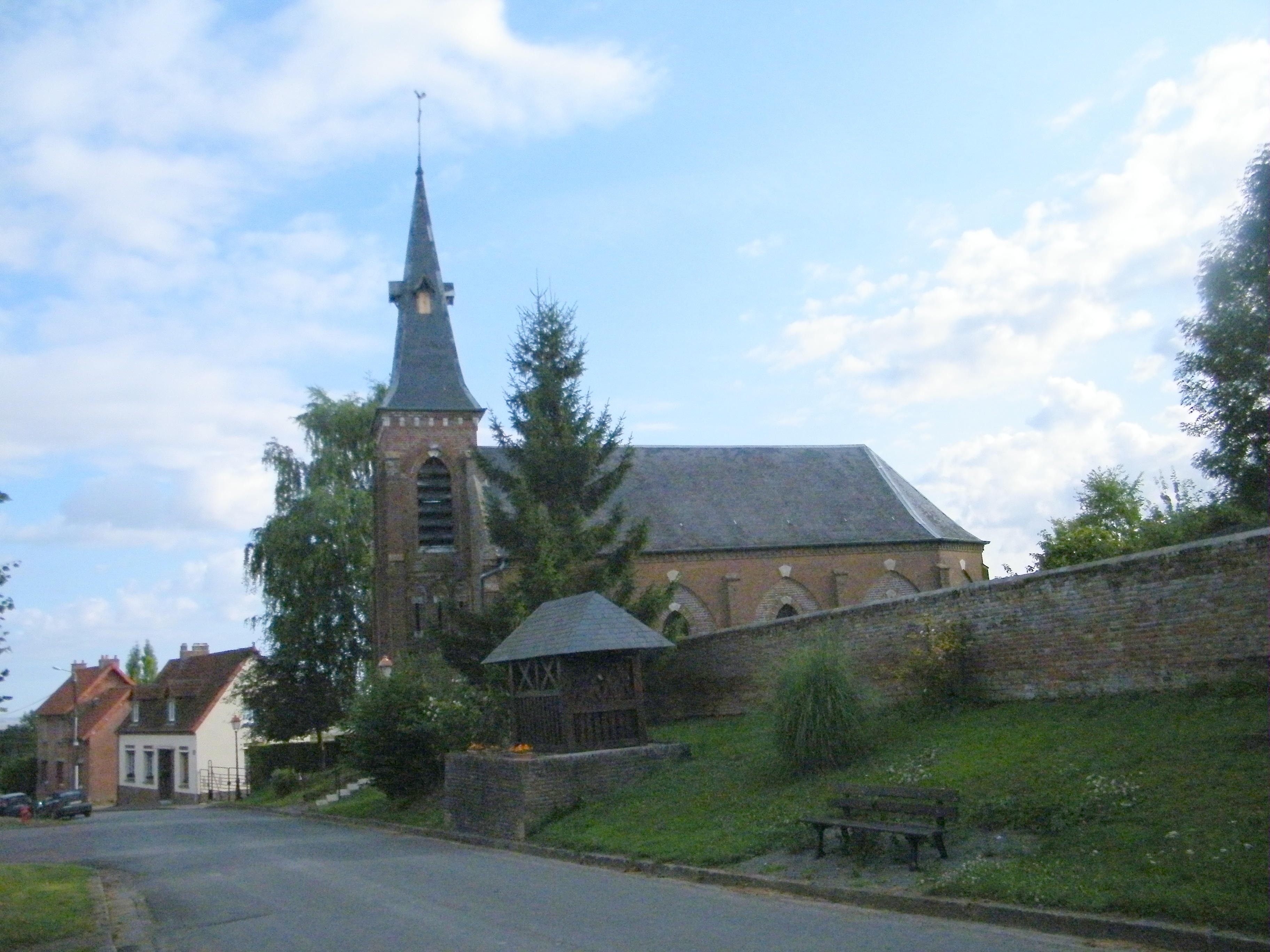
Silhouette de l'église Saint-Pierre.
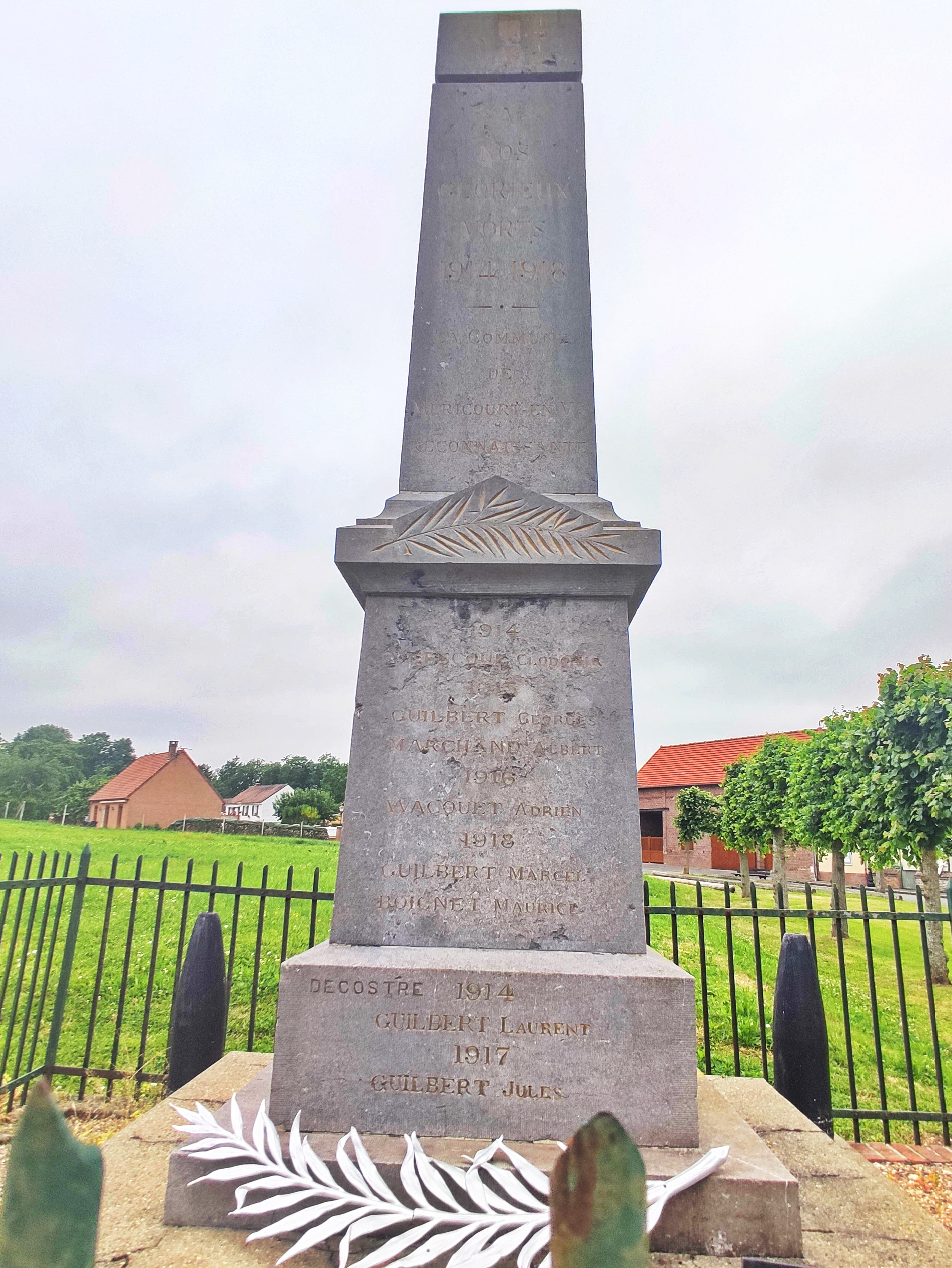
Monument aux morts.
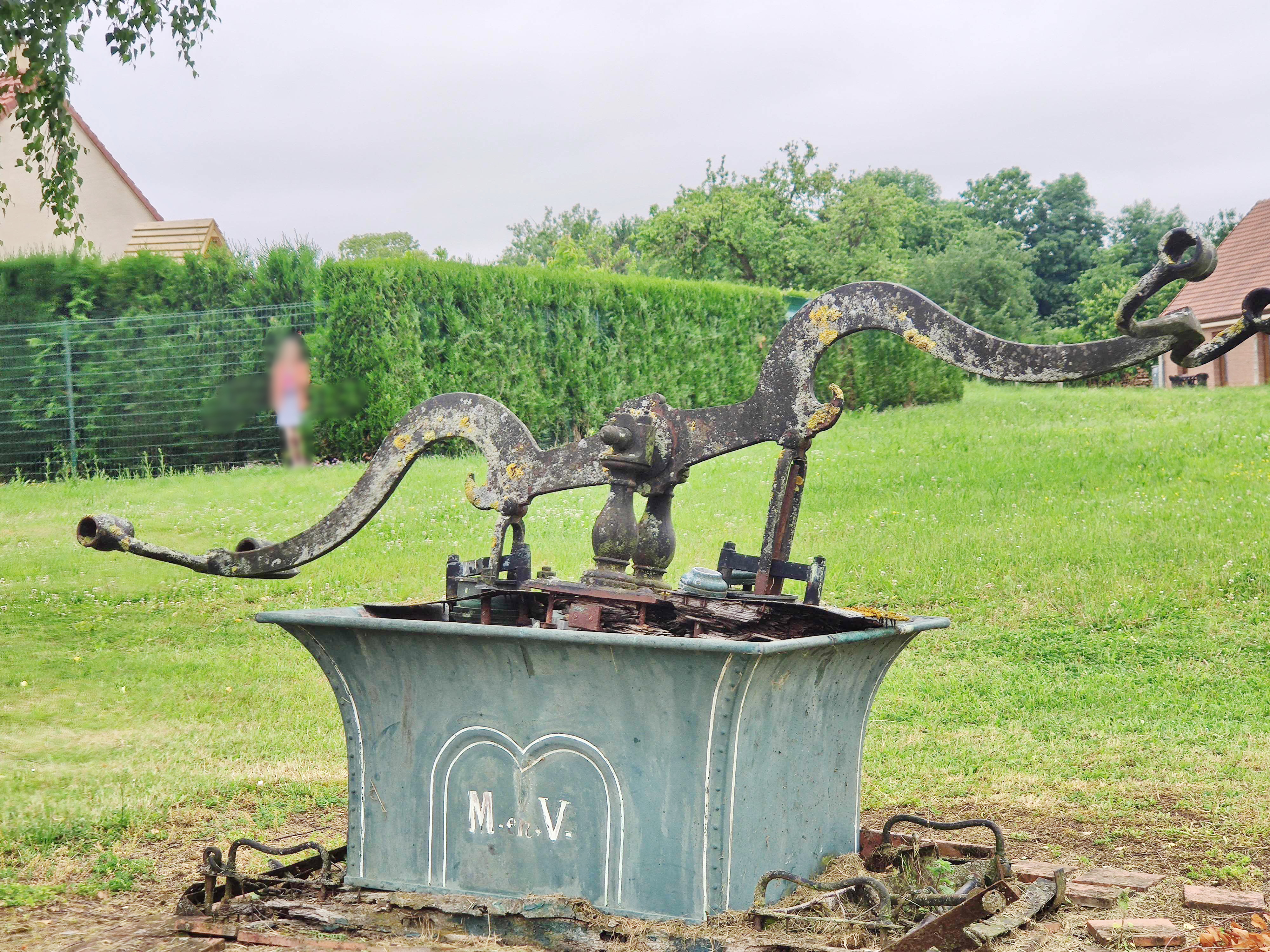
Ancienne pompe à incendie transformée en décoration.
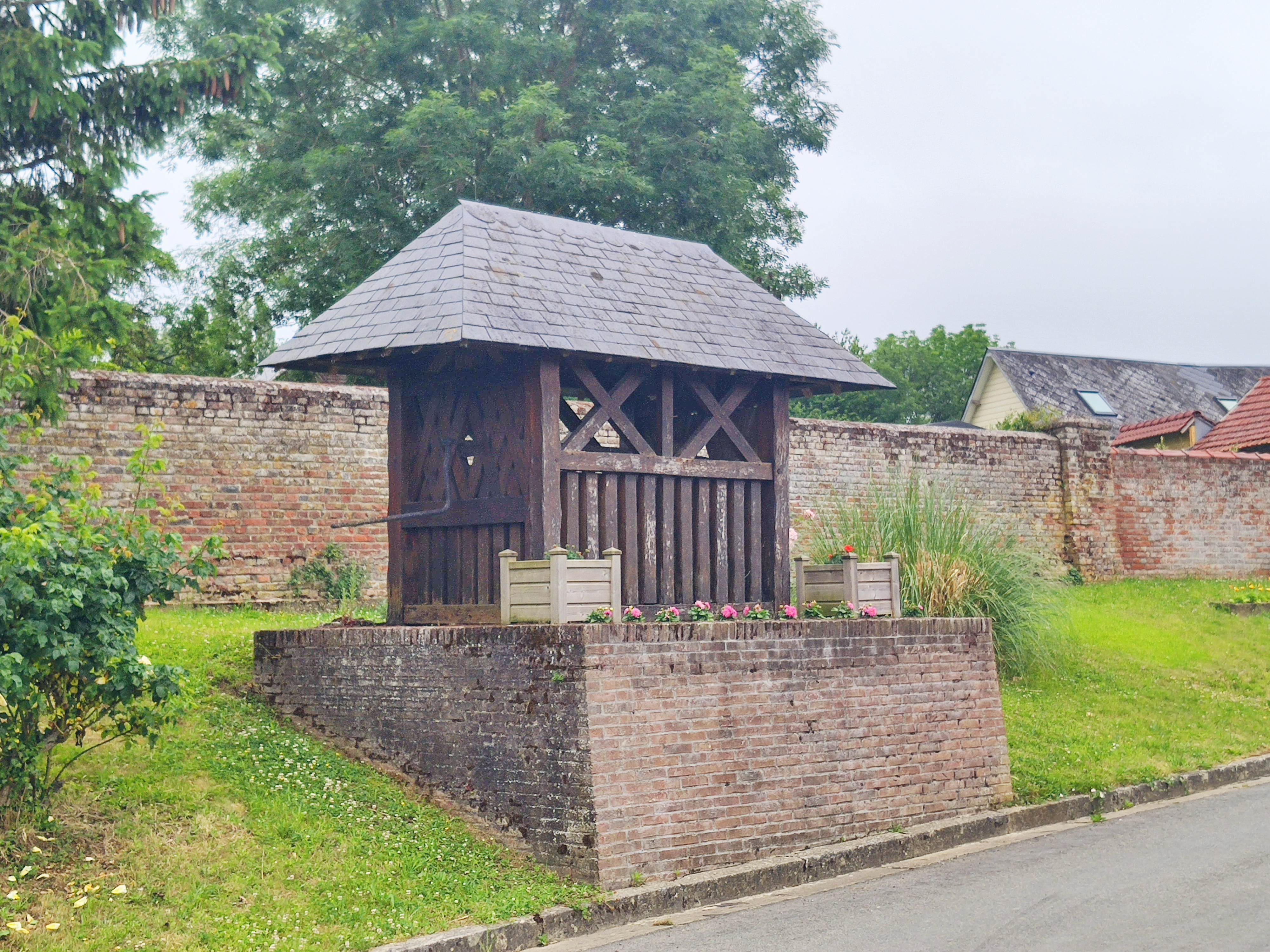
Le puits de la place
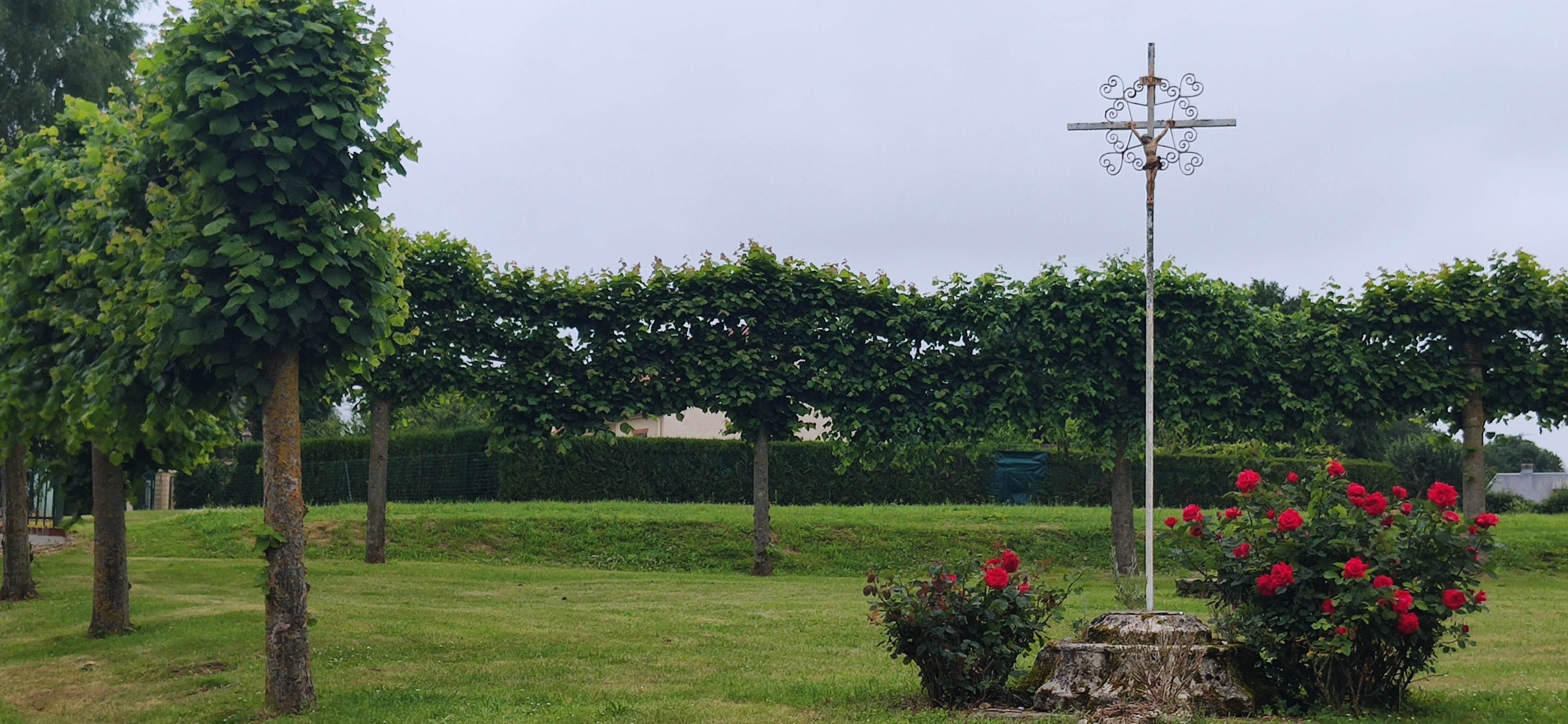
La place et son calvaire
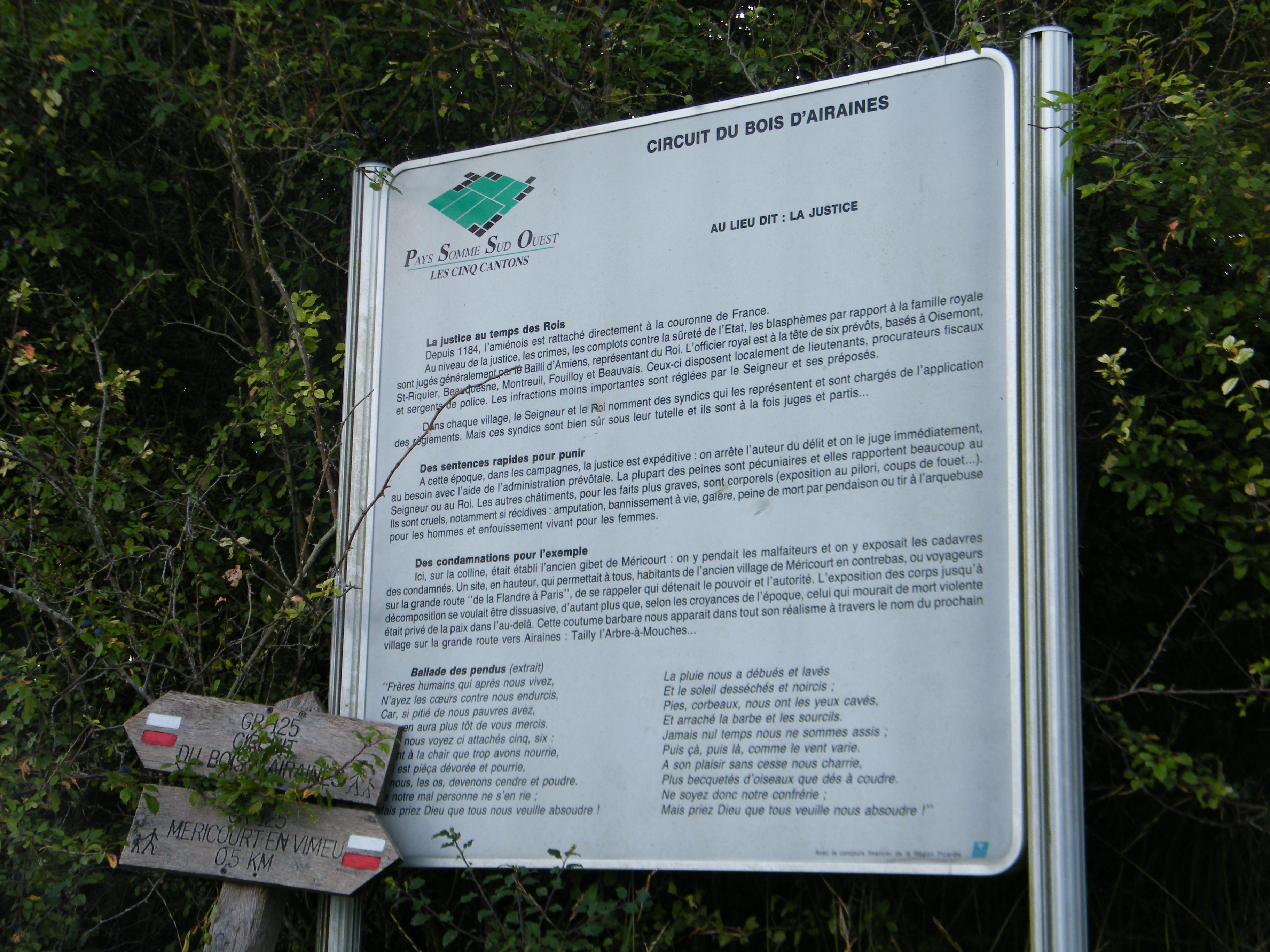
JPanneau d'information touristique et balisage de randonnée..